# Irenej Lionski
Sveti Irenej Lionski (grč. Εἰρηναῖος, Eirēnáios, lat. Irenaeus, "mirotvorac"; Smirna, 130. – Lyon, 202.), teolog protiv gnostika, biskup Katoličke Crkve i crkveni naučitelj. Štuje se kao svetac i crkveni otac. Napisao je prvi prikaz svega poklada kršćanskoga nauka i na taj način postao utemeljitelj kršćanske teologije ili "otac katoličke dogmatike", kako ga neki nazivaju.

## Životopis

### Mladost i obrazovanje
Irenej je rodom iz Male Azije, vjerojatno iz Smirne, gdje je još bila vrlo živa predaja o apostolima koji su ondje djelovali, osobito o sv. Ivanu i sv. Pavlu. Nije poznata točna godina Irenejeva rođenja, no rodio se negdje početkom 2. stoljeća. Podrijetlom je bio Grk, a u mladosti je stekao izvaredno bogatu i svestranu izobrazbu.
Odrastao je u kršćanskoj obitelji, a glavni su mu učitelji bili sveti Polikarp, Meltion Sardski i drugi, od kojih je dobio dobru religioznu, filozofsku i teološku formaciju. Dobro je poznavao Sveto pismo i prve spise ranih kršćanskih pisaca. Usto je dobro poznavao djela klasične književnosti, kao i spise raznih krivovjeraca svoga vremena.
Glavni je pak Irenejev učitelj bio sveti Polikarp, biskup u Smirni. Prema vlastitom priznanju, njegov je nauk požudno u srce upijao i njime se hranio. Osobnost toga biskupa ostavila je na njega silan dojam, pa je još i u starosti rado pripovijedao o svojim susretima s Polikarpom, koji je bio učenik apostola Ivana.

### Pastoralno djelovanje i mučeništvo
Ne zna se točna godina kada je Irenej iz Male Azije došao u Galiju, u Lyon, a nije nam sa sigurnošću poznato ni koji je razlog njegova dolaska. Kršćanstvo se u Lyonu ukorijenilo već u prvoj polovici 2. stoljeća i to među pučanstvom što se doselilo iz Azije. Brojnoj kršćanskoj zajednici, dobro organiziranoj, na čelu je bio devedesetogodišnji biskup Potin.
Irenej je u biskupstvu 178. godine naslijedio Potina, koji je podnio mučeništvo pod Markom Aurelijem. Po predaji Crkve mučenik je bio i sam Irenej, kao i sv. Grgur Turonski. Ovaj posljednji izričito tvrdi da je Irenej "život završio mučeništvom". Bilo je to za Septimija Severa i njegova progonstva kršćana 202. i 203. godine. Grgur piše: "Irenej je pokopan u bazilici sv. Ivana, pod oltarom". Ta je bazilika tijekom vremena promijenila svoga titulara, te je postala bazilikom sv. Ireneja. U vrijeme hugenotskih ratova u Francuskoj bila je 1562. godine opljačkana, a njezine su relikvije bile obesčašćene.

### Teološka misao
Irenej je bio prvi teolog koji se trudio razraditi sintezu kršćanstva unutar povijesnog trenutka koji je bio obilježen velikim kulturnim događajima:
- Rađanje unutar kršćanstva gnoze kao prve hereze čiji je nauk oduševljavao mnoge kršćane.
- Širenje neoplatonizma koje je pokazivao mnoge afinitete s kršćanstvom.

Sv. Irenej sa svojim djelom želio je odgovoriti i pokazati na pogreške unutar gnosticizma dok je naspram neplatonizma bio otvoren za dijalog i raspoložen prihvatiti neka načela ove filozofije.
Bio je prvi kršćanski filozof koji je upotrebio načelo apostolskog nasljedstva kako bi se suprotstavio "neprijateljima". Upravo u djelu Protiv krivovjerja piše:
Zanimljivo je i veoma poučno uočiti motiv koji je Ireneja vodio kod pisanja njegovog velikog djela Protiv krivovjerja. Bila je to ljubav. Njemu nije do toga da osudi one u zabludama, već da ih pridobije "za Isusa Krista, koji je iz neizmjerne ljubavi postao ono što smo mi, da bi nas usavršio u onome što je on". Taj motiv govori o njegovoj izvanrednoj ljudskoj i kršćanskoj plemenitosti  (Adversus Haereses, III, 3,1: PG 7,848).
Irenej pokazuje apostolsko nasljedstvo kao jamstvo u ustrajnosti u Božjoj Riječi te upućuje na Crkvu "sjedinjenu, staru i svima poznatu" koja je utemeljena u Rimu od apostola Petra i Pavla“. Time daje važnost tradiciji vjere, koja tako dolazi sigurno do nas preko apostola, posredstvom biskupa koji su došli nakon njih. Na taj način, po Ireneju, za sveopću Crkvu biskupsko nasljedstvo postaje znak, kriterij i jamstvo upravo tog nasljedovanja neprekinute apostolske vjere (Adversus Haereses, III, 3,2: PG 7,848):
Apostolsko nasljedstvo, potvrđeno na temelju zajedništva s rimskom Crkvom kriterij je postojanja ostalih Crkava, koje su u predaji apostolske vjere i opstale i došle do nas (ib., III, 3, 3: PG 7,851):
Dragocjen je Irenejev nauk o Euharijstiji, te o Blaženoj Djevici Mariji, koju naziva novom Evom, tj. novom majkom svega otkupljenoga čovječanstva.
Misli pa i djela sv. Ireneja pod utjecajem su samog Polikarpa koji je bio učenik Ivana evanđelista. Ona su svjedočanstva apostola tradicije, koja se u ono vrijeme borila protiv različitih hereza, osobito gnosticizma.
Papa Franjo, ga je 21. siječnja 2022. proglasio crkvenim naučiteljem.

## Djela
Od autentičnih djela sv. Ireneja sačuvana su nam dva djela.
Najpoznatije Irenejevo djelo je Protiv krovovjerja (lat. Adversus Haereses) u kojem se suprotstavlja gnostičkom nauku. Djelo ima pet knjiga. U grčkom jeziku posjedujemo samo fragmente kod kasnijih pisaca (Epifanije). No latinski prijevod iz 4. stoljeća sačuvan je u cijelosti. Djelo je utemeljeno na širokoj teološkoj osnovi, ne samo protiv gnostika nego protiv hereza uopće. Kao osnovu uzima Valentinovu gnozu. Napisano je između 178. i 188. godine.
Prva knjiga donosi detaljnu dokumentaciju o gnosticizmu, napose Valentinova sustava i njegove škole. Druga knjiga donosi detaljno i sustavno pobijanje valentinovske gnoze i to na razumskom planu. Irenej se spušta na razinu gnostičkih načela kako bi pokazao njihovu krhkost i nedosljednost. U trećoj knjizi prelazi se na pobijanje na temelju Svetog pisma. Naglašava kanon svetih knjiga Novog zavjeta, a pri dokazivanju se neprestano služio Starim i Novim zavjetom. U četvrtoj knjizi prilazi se pobijanju gnosticizma per Domini sermones, neprestano podvlačeći jedinstvenost dvaju Zavjeta, što predstavlja temeljni dokaz u polemici. Peta knjiga trebala je zapravo biti nastavak dokazivanja iz četvrte, s tim da se kao dokazni materijal uzmu kanonske poslanice, ali knjiga zapravo raspravlja o uskrsnuću tijela koje su gnostici nijekali.
U djelu Dokazivanje apostolskoga navješćivanja (Demonstratio praedicationis apostolicae) Irenej na kratak i sažet način izlaže tradicionalni nauk Crkve o Bogu Ocu Stvoritelju, Sinu Otkupitelju i o Duhu Svetom. Prvi je to pokušaj biblijskog katekizma. Dijeli se na dva dijela. Prvi je dio teološki, te izlaže kršćanske istine iz Simbola vjere (Bog, stvaranje čovjeka, pad, povijest čovječanstva do utjelovljenja Kristova i otkupljenja). Drugi je kristološki i obrađuje ispunjenje mesijanskih proroštava u Kristu. Moguće je da je ovo Irenejevo djelo služilo kršćanima kao apologija protiv Židova. Oba ova Irenejeva djela među sobom se nadopunjuju. Djelo je bilo izgubljeno sve dok 1904. godine nije pronađen armenski prijevod.
Povijesni dokazi o starosti nekih apokrifnih evanđelja se dokazuju iz Irenejevih djela, osobito o takozvanom gnostičkom Tominu evanđelju. Do 1945. kada su otkriveni kodeksi u Nag Hamadiju, jedini dokaz da postoji ovaj i neki drugi apokrifni tekstovi bili su citati sv. Ireneja u njegovim polemikama protiv heretika koji su bili sljedbenici Valentina (valentinijani).
Sve do otkrića Knjižnice Nag Hammadija 1945., Protiv krivovjerja je bio najbolji sačuvani opis gnosticizma. Neki vjerski znanstvenici tvrde da su nalazi u Nag Hammadiju pokazali da je Irenejev opis gnosticizma netočan i polemičke prirode. Međutim, opći konsenzus među modernim znanstvenicima je da je Irenej bio prilično točan u svom prijenosu gnostičkih uvjerenja, te da Nag Hammadi tekstovi nisu postavili nikakve značajne izazove ukupnoj točnosti Irenejevih informacija. Vjerska povjesničarka Elaine Pagels kritizira Ireneja jer je gnostičke skupine opisao kao seksualne slobodoumnike, na primjer, kada su neki od njihovih vlastitih spisa zagovarali čednost snažnije od ortodoksnih tekstova. Međutim, Nag Hammadi tekstovi ne predstavljaju jedinstvenu, koherentnu sliku bilo kakvog ujedinjenog gnostičkog sustava vjerovanja, već različita uvjerenja više gnostičkih sekti. Neke od tih sekti su doista bile slobodoumne jer su smatrale da je tjelesno postojanje besmisleno; drugi su hvalili čednost i strogo su zabranjivali svaku seksualnu aktivnost, čak i unutar braka. 

## Vanjske poveznice
Mrežna mjesta
- Iraeneus, Irenejeva djela na portalu Documenta Catholica Omnia (engl.)(lat.)
- Andrea Filić, Rekapitulacija i civilizacija ljubavi. Prilog utemeljenju Šagi-Bunićeve tvrdnje da je Mt 25,40 sastavnica Irenejeva nauka o rekapitulaciji svega u Isusu Kristu, Crkva u svijetu 1/2015., Hrčak